# Coupe de la Ligue écossaise de football 2009-2010
Navigation
2008-2009 2010-2011
La Coupe de la Ligue écossaise de football 2009-2010 est la 64e épreuve de la compétition. Elle est aussi nommée, pour des raisons de parrainage, « Co-operative Insurance Cup ». Elle met aux prises 42 équipes professionnelles d'Écosse. Elle est remportée par le club des Rangers, qui bat Saint Mirren 1-0 en finale.

## Calendrier
| Tour             | Date                 | Nombre de matchs | Clubs   |
| ---------------- | -------------------- | ---------------- | ------- |
| Premier tour     | 1er août 2009        | 16               | 32 → 16 |
| Deuxième tour    | 25-26 août 2009      | 10               | 20 → 10 |
| Troisième tour   | 22-23 septembre 2009 | 8                | 16 → 8  |
| Quarts de finale | 27-28 octobre 2009   | 4                | 8 → 4   |
| Demi-finales     | 3-4 février 2010     | 2                | 4 → 2   |
| Finale           | 21 mars 2010         | 1                | 2 → 1   |

## Premier tour
| Club                         | Résultat                    | Club                          |
| ---------------------------- | --------------------------- | ----------------------------- |
| Brechin City                 | 4-0                         | Elgin City                    |
| Queen's Park                 | 1-4                         | Queen of the South            |
| Inverness Caledonian Thistle | 4-0                         | Annan Athletic                |
| Stenhousemuir                | 0-5                         | Saint Johnstone               |
| Ross County                  | 5-0                         | Montrose                      |
| East Stirlingshire           | 3-6                         | Saint Mirren                  |
| Partick Thistle              | 5-1                         | Berwick Rangers               |
| East Fife                    | 2-3                         | Raith Rovers                  |
| Dundee                       | 5-0                         | Stranraer                     |
| Stirling Albion              | 1-1 1-2 (a.p.)              | Ayr United                    |
| Airdrie United               | 0-0 0-0 (a.p.) 3-4 (t.a.b.) | Alloa Athletic                |
| Cowdenbeath                  | 1-3                         | Greenock Morton               |
| Peterhead                    | 0-3                         | Arbroath                      |
| Albion Rovers                | 3-0                         | Livingston                    |
| Clyde                        | 1-3                         | Forfar Athletic Football Club |
| Dumbarton                    | 0-5                         | Dunfermline Athletic          |

## Deuxième tour
| Club                          | Résultat | Club                |
| ----------------------------- | -------- | ------------------- |
| Inverness Caledonian Thistle  | 4-0      | Albion Rovers       |
| Forfar Athletic Football Club | 2-4      | Dundee              |
| Dunfermline Athletic          | 3-1      | Raith Rovers        |
| Arbroath                      | 0-6      | Saint Johnstone     |
| Partick Thistle               | 1-2      | Queen of the South  |
| Alloa Athletic                | 0-2      | Dundee United       |
| Hibernian                     | 3-0      | Brechin City        |
| Ross County                   | 2-1      | Hamilton Academical |
| Kilmarnock                    | 3-1      | Greenock Morton     |
| Ayr United                    | 0-2      | Saint Mirren        |

## Troisième tour
| Club                | Résultat       | Club                         |
| ------------------- | -------------- | ---------------------------- |
| Dundee              | 2-2 3-2 (a.p.) | Aberdeen                     |
| Falkirk             | 0-4            | Celtic                       |
| Heart of Midlothian | 2-1            | Dunfermline Athletic         |
| Hibernian           | 1-3            | Saint Johnstone              |
| Kilmarnock          | 1-2            | Saint Mirren                 |
| Motherwell          | 1-1 3-2 (a.p.) | Inverness Caledonian Thistle |
| Queen of the South  | 1-2            | Rangers                      |
| Ross County         | 0-2            | Dundee United                |

## Quarts de finale
| Club            | Résultat | Club                |
| --------------- | -------- | ------------------- |
| Dundee          | 1-3      | Rangers             |
| Saint Johnstone | 2-1      | Dundee United       |
| Saint Mirren    | 3-0      | Motherwell          |
| Celtic          | 0-1      | Heart of Midlothian |

## Demi-finales
| Club                | Résultat | Club            |
| ------------------- | -------- | --------------- |
| Heart of Midlothian | 0-1      | Saint Mirren    |
| Rangers             | 2-0      | Saint Johnstone |

## Finale
| Club         | Résultat | Club    |
| ------------ | -------- | ------- |
| Saint Mirren | 0-1      | Rangers |